# 索尔兹伯里的约翰

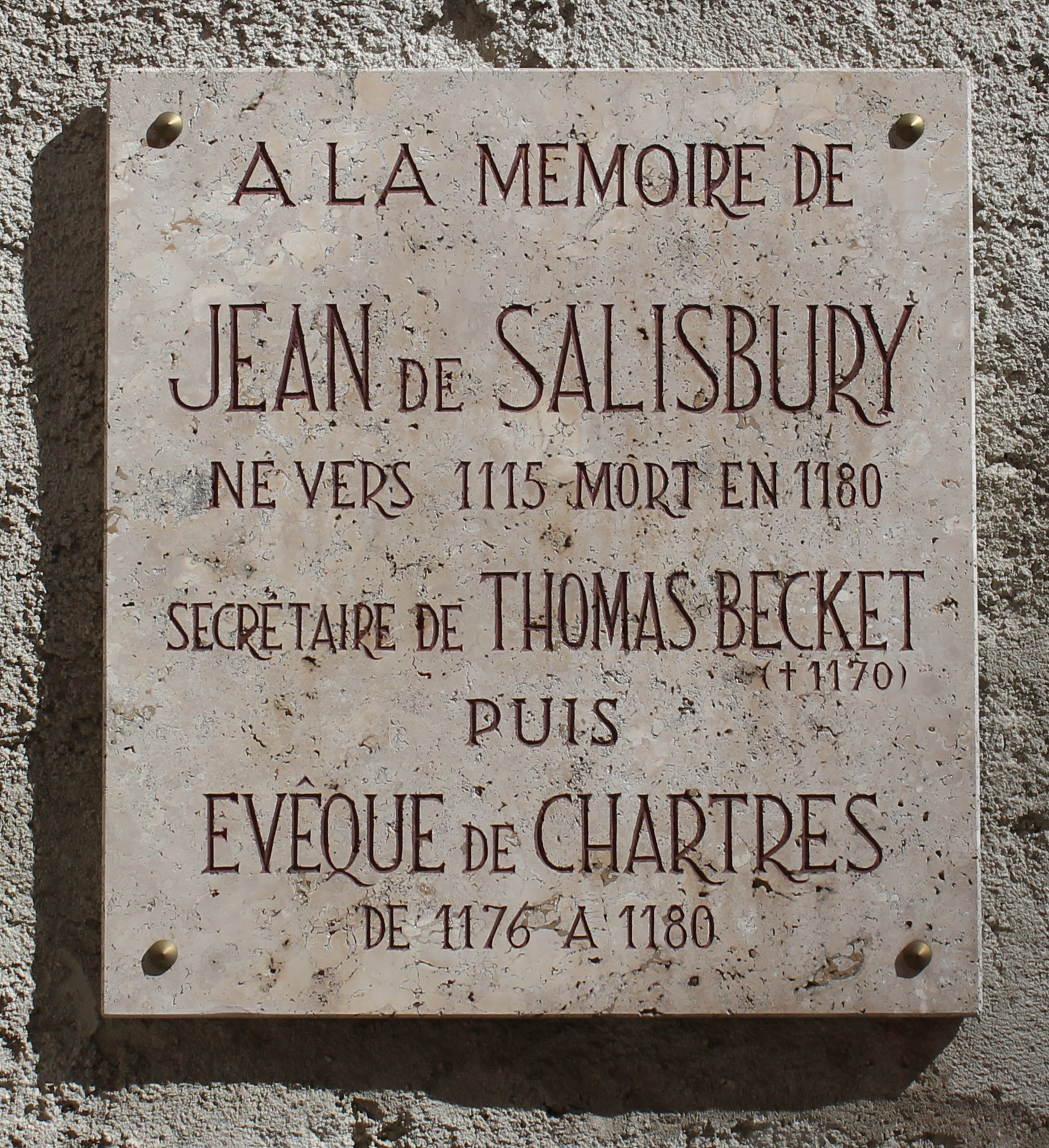
纪念牌

索尔兹伯里的约翰（John of Salisbury，1110年代—1180年10月25日），自称为小约翰内斯（Johannes Parvus "John the Little），英国作家、哲学家、教育家、外交官和沙特尔主教，出生于索尔兹伯里。有著作《论政府原理》。

## 早年生活和教育
约1140年回到巴黎，跟随Gilbert de la Porrée学习神学，后来又随Rober Pullus等学习，通过给年轻贵族做家教来维生。
在法國教育，回英擔任助理大主教，反對英王遭放逐。
1176年担任沙特尔的主教并度过余生。

## 哲學與思想
他的思想與政治立場相對，但對世俗知識情有獨鍾。他喜愛謙和、中庸的西塞羅式學園派風格，質疑存疑，不偏激。認為辯證法僅為技巧，非知識來源。認為爭論依賴辯證法是無解的。對共相性質問題持存疑態度。他將共相性質問題從「共相是否存在」轉為「認識共相的方法」。從《政治學指南》指出教權優於王權。他以「自然律」理論為基礎，論述了「君權神授」和「教會代表神」的政治主張。這種觀點一直被中世紀羅馬的教權主義者所持守著。

## 著作
《政治學指南》、《邏輯學講解》、《主教史》等。